# Ruido (pel·lícula de 2022)
Ruido és una pel·lícula dramàtica de coproducció mexicano-argentina del 2022 dirtigida per Natalia Beristáin i escrita per Beristáin, Diego Enrique Osorno i Alo Valenzuela Escobedo. És protagonitzada per Julieta Egurrola. Va guanyar el Premi de la Cooperació Espanyola al Festival Internacional de Cinema de Sant Sebastià.

## Argument
Fa nou mesos, Ger va desaparèixer. Com a últim testimoni, hi ha un vídeo on li diu a la seva mare que està passant unes vacances increïbles. Més tard es va saber que va entrar a un bar, després es va perdre el seu rastre. Des d'aleshores, la seva mare, Julia, la busca.

## Repartiment
Els actors que van participar en la pel·lícula han estat:
- Julieta Egurrola com a Julia
- Gabriela Núñez com Adriana
- Nicolasa Ortiz-Monasterio com a Ger
- Brenda Yañez com a Paola
- Sofia Correa com a Emilia
- Mauricio Calderón com a secretari de Cassandra
- Erick Israel Consuelo com a fiscal adjunt
- Teresa Ruiz com a Abril Escobedo
- Kenya Cuevas com a Amèrica
- Jimena González com a Liz
- Adrián Vázquez com Fiscal Rodríguez
- Mariana Giménez com a comandant
- Mariana Villegas com a Noia del balcó Okupa
- Arturo Beristáin com a Arturo
- Pedro de Tavira Egurrola com a Pedro
- Mónica del Carmen com a Cassandra
- Alphonso Escobedo com a home de l'hotel

## Producció
La fotografia principal va començar el 27 de juliol de 2021, a Rioverde, San Luis Potosí enmig de la pandèmia de COVID-19.

## Estrena
Ruido es va estrenar internacionalment el setembre de 2022 al 70è Festival Internacional de Cinema de Sant Sebastià, i posteriorment el 13 d'octubre del mateix any es va estrenar als cinemes argentins. Va tenir una estrena limitada el 5 de gener de 2023, als cinemes mexicans, i es va estrenar a tot el món l'11 de gener de 2023, a Netflix.

## Recepció

### Recepció crítica
Al lloc web de l'agregador de ressenyes Rotten Tomatoes, el 100% de les crítiques d'11 crítiques són positives, amb una valoració mitjana de 7,6/10.
Paula Vázquez Prieto de La Nación destaca el treball d'actuació de Julieta Egurrola i la seva capacitat per encarnar les emocions perfectes per al seu personatge. També destaca el treball de guió que té la pel·lícula i com et submergeix en un autèntic malson. John Serba de Decider també va elogiar l'actuació de Julieta Egurrola com a actor clau per fer que aquest drama sigui tan atractiu i poderós, però tan equilibrat entre el farratge contextual i emocional.

### Premis
| Any  | Premi                                                  | Categoria                            | Recipient            | Resultat  | Ref.          |
| ---- | ------------------------------------------------------ | ------------------------------------ | -------------------- | --------- | ------------- |
| 2022 | Festival Internacional de Cinema de Sant Sebastià 2022 | Premi Cooperación Española           | Natalia Beristáin    | Guanyador | [ 18 ]        |
| 2022 | Festival Internacional de Cinema de Sant Sebastià 2022 | Premi Horitzons                      | Natalia Beristáin    | Nominat   | [ 18 ]        |
| 2022 | Festival Internacional de Cinema de Chicago            | Gold Hugo – Pel·lícula Internacional | Natalia Beristáin    | Nominat   | [ 19 ]        |
| 2022 | Festival Internacional de Cinema de Morelia            | Millor pel·lícula                    | Natalia Beristáin    | Nominat   | [ 20 ]        |
| 2023 | LXV edició dels Premis Ariel                           | Millor director                      | Natalia Beristáin    | Nominat   | [ 21 ] [ 22 ] |
| 2023 | LXV edició dels Premis Ariel                           | Millor actriu                        | Julieta Egurrola     | Nominat   | [ 21 ] [ 22 ] |
| 2023 | LXV edició dels Premis Ariel                           | Millor fotografia                    | Dariela Ludlow       | Nominat   | [ 21 ] [ 22 ] |
| 2023 | LXV edició dels Premis Ariel                           | Millor muntatge                      | Miguel Schverdfinger | Nominat   | [ 21 ] [ 22 ] |